# 瓦尔特·克贝勒
瓦尔特·克贝勒（德語：Walter Köberle，1949年1月13日—），德国男子冰球运动员，场上位置是前锋。他曾代表西德国家队参加1976年冬季奥林匹克运动会冰球比赛，获得一枚铜牌。